# Havnar Sjónleikarfelag
Havnar Sjónleikarfelag er en skuespillerforening i Tórshavn på Færøerne. Foreningen driver teateret Sjónleikarhúsið ( 62°00′46″N 6°46′34″V / 62.0128°N 6.7761°V), som blev tegnet og opført af H.C.W. Tórgarð i 1926. Tórgarð var desuden foreningens første formand fra 1918. Sjónleikarhúsið bliver derudover anvendt til udlejning af lokaler.
På deres hjemmeside https://sjonleik.fo/ er det muligt at se kommende events og leje huset. 

## Formænd
- H.C.W. Tórgarð 1918–1924
- H.M. Jacobsen 1924–1928
- Rikard Long 1928–1930
- Hans Andrias Djurhuus 1930–1951
- J.C. Olsen 1951–1963
- Poul Johs. Lindberg 1963–1967
- Knút Wang 1967–1974
- Oskar Hermansson 1974–1980
- Olivur Næss 1980–1988
- Gulla Øregaard 1988–1989
- Oddvá Nattestad 1989–1991
- Kári Petersen 1991–1993
- Bjørgfinnur Nielsen 1993–1993
- Margreta Næss 1993–1996
- Heðin Mortensen 1996–2000
- Jytte Joensen 2003–2010
- Karin Djurhuus 2010-